# كارلوس موريل (لاعب كرة قدم)
كارلوس موريل (بالإسبانية: Carlos Morel)‏ هو لاعب كرة قدم أرجنتيني في مركز حراسة المرمى، ولد في 2 فبراير 1987 في مدينة بارانكيوراس في الأرجنتين. لعب مع أتلتيكو باتروناتو.

## وصلات خارجية
- كارلوس موريل (لاعب كرة قدم) على موقع قاعدة بيانات كرة القدم.إي يو (الإنجليزية)
- كارلوس موريل (لاعب كرة قدم) على موقع Soccerway.com (الإنجليزية)